# Facciolella castlei
Facciolella castlei is een straalvinnige vissensoort uit de familie van de toveralen (Nettastomatidae). De wetenschappelijke naam van de soort is voor het eerst geldig gepubliceerd in 1985 door Parin & Karmovskaya.